# SH-04A
docomo PRO series SH-04A（ドコモ プロ シリーズ エスエイチ ぜろよん エー）は、シャープによって開発された、NTTドコモの第三世代携帯電話（FOMA）端末である。docomo PRO seriesの端末。

## 概要
2008年3月28日に発売されたSoftBank 922SH、通称「インターネットマシン」をリリースしたシャープが、docomo PRO seriesとして開発した。AQUOSケータイの一つではあるが、SH-01Aではサイクロイド型に対して、こちらは横フルスライド筐体になっている。プロシリーズはもちろんのこと、ドコモ向けのAQUOSケータイとしては最大級の3.5インチフルワイドVGA液晶ディスプレイとフルタッチパネル、QWERTYキーボード、ワンセグ（録画対応）、3G+GSMの国際ローミングなどを搭載している。テレビ電話に対応しており、iモードを初めとする全てのサービスが利用可能でほぼ全部の機能が搭載されているため、PRO seriesと言うよりもPRIME seriesの延長上に近い機種となっている。

## 特徴
- PDAやかつてのSH2101VのようにQWERTYキーボードを搭載しているが、iモード、料金形態などはFOMAの標準サービスが利用できる。
- FOMAハイスピード7.2Mbpsに対応、RSS配信にも対応したフルブラウザは、パソコン向けサイトやiモードが閲覧可能な点とQWERTYキーボードとタッチパネルの組み合わせての素早い操作やアクセスが特徴的でもある。また、iメニューの表示方法も他の端末と異なり、タッチパネルを操作に適した大きなアイコン方式を採用している（N-01AやPRADA Phone by LGも同様で、従来のメニューに変更することも可能）。
- 電話発信や着信は、全てタッチパネルで操作が可能だが、キーロック中、着信中のタッチパネル操作には対応せず、サイドの着信ボタンを押すか、キーロックを表面のクリアボタンを押して解除し、着信アイコンにタッチして受信する。ほかに、iモードやワンセグ、カメラなども操作可能。iアプリは、一部のソフトを除けば、タッチ操作が可能である。iPhoneとの大きな違いは、片手でタッチ操作ができるよう配慮されている点や、ワンセグを端末単体で視聴できる点、キャリアサービスを全て実装している点である。
- タッチパネル操作の特徴は、待受画面状態で右にスライドさせ「リダイヤル」、左にスライドさせ「着信履歴」、上にスライドさせ「iウィジェット」、下にスライドさせ任意変更可能な「ショートカット」にアクセスができることと、ピクト部分（電池、電波アイコン）にタッチすると「Bluetooth」や「セルフモード」「アラーム」「現在地確認（GPSの利用）」「Ecoモード」など、一般によく設定する機能を素早くアクセスができる「ピクトメニュー」が表示できる。
- ドコモの新サービス、iコンシェルとiウィジェット、iアプリオンラインの全てに対応。QWERTYキーボードやタッチパネルでの操作が可能。
- 加速度センサーを実装し、タテ/ヨコ画面は端末を傾けるだけで切り替え可能。
- タッチパネルの苦手とする文字入力も、QWERTYキーボードで徹底補強。両手でQWERTYキーボード入力中に、電車のつり革を掴むなどで片手が塞がる場合も、QWERTYキーをCloseして端末をタテに傾けることで、引き続き片手でタッチテンキー入力することができる。
- ドコモ向けのシャープの機種としては初めて、当初から16GBのmicroSDHCに対応している[2]。
- メインカメラは、SH-01AやSH-03AではAF付きCCD約800万画素カメラ搭載に対し、デザイン性を失わずなるべく出っ張らぬようにCMOS約520万画素までダウングレードし、静止画手ブレ補正機能搭載。
- ワンセグ用アンテナは、SH-01AやSH-02Aのダイバーシティタイプに対し、SH-03Aと共にロッドタイプを採用。これは、二軸回転やスライド端末にダイバーシティタイプを採用すると受信感度低下を招くため。
- POPとIMAP受信機能はなく、代わりにプリインストールアプリ「リモートメール アプリメール for SH」が標準搭載。POPとIMAPのプロバイダメールや一部Webメールは利用可能だが、受信メールは端末に保存されない。「リモートメール アプリメール for SH」の利用は、初期設定開始から60日間無料だが、無料期間終了過ぎた場合、有料サービスに登録するか、1日1回だけの利用なら無料で利用可能。
- ワンセグは、本体メモリーに約40分、microSD2Gに約10時間40分保存可能。本体からmicroSDへコピー可能なダビング10に対応。連続視聴時間は約4時間。
- 動画データファイルはWMV9以降にも対応、パソコン作成のデータもWMV9に限り音楽のみBluetoothワイヤレスヘッドホンで出力され聞くこともできる。
- 従来、タッチパネルとQWERTY端末は、2台目需要であったのに対し、SH-04Aは、iモードを搭載した“1台目”として企画した端末である（NTTドコモ 山崎仁史）。

## SoftBank 922SHとの異なる点と共通点
SH-04AとSoftbank 922SHは、ともにシャープが開発をしているため共通点が多い。
- 共通点
  - QWERTYキーボード
  - 3.5インチフルワイドVGA液晶ディスプレイ
  - ワンセグ（録画対応）
  - iモードに対応（922SHはY!ケータイ対応）

など
- 異なる点
  - フルタッチパネル採用
  - おサイフケータイ対応
  - GPS搭載
  - カメラのAF、手ブレ補正搭載

などが挙げられる。
| 主な対応サービス                   | 主な対応サービス                                                    | 主な対応サービス                       | 主な対応サービス                                 |
| ---------------------------------- | ------------------------------------------------------------------- | -------------------------------------- | ------------------------------------------------ |
| タッチパネル                       | FOMAハイスピード7.2Mbps                                             | Bluetooth                              | DCMX／おサイフケータイ                           |
| iアプリオンライン／地図アプリ      | 直感ゲーム／メガiアプリ                                             | iウィジェット                          | マチキャラ／iコンシェル                          |
| ホームU／ポケットU                 | GPS／ケータイお探し                                                 | デコメール／デコメ絵文字／デコメアニメ | iチャネル                                        |
| 着もじ／プッシュトーク             | テレビ電話／キャラ電                                                | 電話帳お預かりサービス                 | フルブラウザ                                     |
| おまかせロック／バイオ認証         | 外部メモリーへiモードコンテンツ移行／ユーザーデータ一括バックアップ | トルカ                                 | iC通信／iCお引越しサービス                       |
| きせかえツール／ダイレクトメニュー | バーコードリーダ／名刺リーダ                                        | 2in1                                   | エリアメール／ソフトウェアーアップデート自動更新 |
| GSM／3Gローミング（WORLD WING）    | 着うたフル／うた・ホーダイ                                          | Music&Videoチャネル／ビデオクリップ    | デジタルオーディオプレーヤー(AAC)(WMA)           |

1. ↑  サブカメラを搭載していないため、相手に自分自身の姿を映し出すことができない。
2. ↑  SH-01AやSH-03Aは当初、8GBまでのmicroSDHCに対応したが、その後、正式に16GB容量にも対応。
3. ↑  「テレビ電話」同様にサブカメラを備えていないため「体を動かす」は非対応。
4. ↑  BモードのメールはWebメールとなる。

### ワンセグ機能
- EPG（録画予約も可）
- 外部メモリ（microSD）への録画
- 字幕放送
- マルチウィンドウ
- Bluetoothによるワイヤレス音声出力
- 同社液晶テレビ「AQUOS」にも採用されている、映像をより鮮やかに再現する「SV (Super Vivid) エンジン」

## プリインストールiアプリ
- リモートメール アプリメール for SH（タッチパネルは非対応）
- 西村京太郎サスペンス 新探偵シリーズ「京都・熱海・絶海の孤島 殺意の罠」
- BT対戦トランプコレクション
- ネット辞典
- モバイルGoogleマップ
- 地図アプリ
- 楽オク出品アプリ2
- iアプリバンキング
- Gガイド番組表タッチ（リモート予約、赤外線リモコン操作は非対応）
- iD設定アプリ
- DCMXクレジットアプリ
- FOMA通信環境確認アプリ
- マクドナルドトクするアプリ
- iアバターメーカー
- モバイルSuica登録用iアプリ
- iWウォッチ
- 株価アプリ
- Start! iウィジェット
- Googleモバイル

## 歴史
- 2008年11月5日 - 技術基準適合証明（TELEC）通過。
- 2008年11月5日 - F-01A・F-02A・F-03A・F-04A・N-01A・N-02A・N-03A・N-04A・P-01A・P-02A・P-03A・P-04A・P-05A・SH-01A・SH-02A・SH-03A・SH-04A・L-01A・HT-01A・HT-02A・Nokia E71・BlackBerry Boldの開発を発表。
- 2008年12月18日 - 電気通信端末機器審査協会（JATE）通過。
- 2009年1月9日 - 連邦通信委員会（FCC）通過。
- 2009年2月18日 - 技術基準適合証明（Bluetooth）通過。
- 2009年2月20日 - 発売開始。

## 不具合
2009年5月15日に以下の不具合の修正がソフトウェアの更新でなされた。
- フルブラウザで特定画像を保存しようとすると待受画面に戻る場合がある
- microSDに保存された特定の動画を再生すると、再生途中でフリーズし、再起動する場合がある

2009年5月27日に5月18日から以下の不具合により中断していた5月15日のソフトウェアの更新を修正し再開
- ソフトウェア更新後に一部のmicroSDが認識できなくなる場合がある
- 携帯起動時に「Please wait」と表示されフリーズし、全く起動しなくなるOSのバグが多数確認されている。発生した場合、新品との無償交換または工場修理が必要となる。2009年12月の時点で修正パッチやアップデートは公開されていない。